# Jay Berkovitz
Jay R. Berkovitz (né en 1951) est un historien américain, professeur de judaïsme et en Études du Proche-Orient et directeur du Centre d'études juives à l'université du Massachusetts à Amherst.

## Biographie
Jay Berkovitz a obtenu son doctorat à l'université Brandeis en 1983. Il a enseigné à Spertus College (Chicago), l'université Bar-Ilan, Hebrew College, à l'université hébraïque de Jérusalem, Touro College, Trinity College et à l'université du Connecticut. À Amherst, il est professeur auxiliaire à la fois au département d'Histoire et à celui des Études françaises et italiennes.
Berkovitz publie de nombreux ouvrages sur l'histoire sociale et intellectuelle juive en Europe moderne, avec un accent sur les affaires communales, de la famille, droit et rituel, et bourses d'études rabbiniques. L'un de ses récents projets, soutenus par la Faculty Research Grant, met l'accent sur le règlement des disputes civiles aux débuts des tribunaux rabbiniques des temps modernes.
Berkovitz est un membre de la Congrégation Shaarei Tefillah à Newton (Massachusetts), où il vit avec sa femme, Sharon Levinson, et sa fille, Rachel.

## Publications
- Berkovitz, Jay R (1989). The shaping of Jewish identity in nineteenth-century France. Wayne State University Press.  (ISBN 0-8143-2011-2). (OCLC 20012964).
- Berkovitz, Jay R (1982). French Jewry and the ideology of Régénération to 1848 (Ph.D. thesis). (OCLC 9676193).
- Berkovitz, Jay R (1982). French Jewry and the ideology of Régénération to 1848. (OCLC 238919265).
- Berkovitz, Jay R (2004). Rites and passages : the beginnings of modern Jewish culture in France, 1650-1860. University of Pennsylvania Press.  (ISBN 0-8122-3816-8). (OCLC 54966624).
- Berkovitz, Jay R (2007). Tradition and Revolution: Jewish Culture in Early Modern France (in Hebrew). Mercaz Zalman Shazar.  (ISBN 965-227-222-1). (OCLC 122349040).
- Berkovitz, Jay R (2007). RMasoret u-mahpekhah : tarbut Yehudit be-Tsarefat be-reshit ha-ʻet ha-ḥadashah (in Hebrew). Merkaz Zalman Shazar le-toldot Yiśraʼel.  (ISBN 965-227-222-1). (OCLC 122349040).
- Jay R Berkovitz, Textures and Meaning: Thirty Years of Judaic Studies at the University of Massachusetts Amherst, Amherst, Massachusetts, Department of Judaic and Near Eastern Studies, University of Massachusetts Amherst, 2004, 4–27 p., PDF (lire en ligne)